# جام زرین
جام زرین (به انگلیسی: Cup of Gold) نام نخستین رمان جان استاین‌بک، نویسنده آمریکایی است که در سال ۱۹۲۹ میلادی نوشته شده‌است.

## ترجمه به فارسی
این رمان به زبان فارسی ترجمه شده و با مشخصات زیر به چاپ رسیده است:
- ‏جام زرین، ترجمۀ خشایار قائم‌مقامی، تهران: امیرکبیر، ‏‫۱۳۹۴.
- جام زرین: زندگی سرهنری مورگان، دزد دریایی، با ارجاع‌های گه‌گاه به تاریخ، ترجمۀ ثمین نبی‌پور، تهران: نشر افق‏‫، ۱۴۰۳.‬